# Roj Fans
Roj Fans var en officiell supporterförening till Dalkurd FF som bildades 2010 av ett gäng supportrar i Västerås. Den upphörde under 2018.
Roj, som på kurdiska betyder sol, syftar på solen i klubbmärkets mitt. 